# Комсол Мултифизикс
Комсол Мултифизикс е софтуерна платформа, която симулира различни физични процеси. Продуктът се използва и за симулиране на обекти. Изчисленията в „Комсол“ са изградени на базата на Метода на крайните елементи.